# Kekuta Manneh
Kekuta Manneh (Bakau, 30 de diciembre de 1994) es un futbolista gambiano, nacionalizado estadounidense, que juega como delantero o centrocampista en el Pacific F. C. de la Canadian Premier League.

## Clubes
| Club                   | País           | Año       | Partidos | Goles |
| ---------------------- | -------------- | --------- | -------- | ----- |
| Vancouver Whitecaps    | Canadá         | 2013-2017 | 118      | 24    |
| Columbus Crew S. C.    | Estados Unidos | 2017      | 24       | 4     |
| C. F. Pachuca          | México         | 2018      | 6        | 0     |
| F. C. St. Gallen       | Suiza          | 2018-2019 | 9        | 0     |
| F. C. Cincinnati       | Estados Unidos | 2019-2020 | 32       | 5     |
| New England Revolution | Estados Unidos | 2020      | 6        | 1     |
| Austin F. C.           | Estados Unidos | 2021      | 16       | 0     |
| San Antonio F. C.      | Estados Unidos | 2022      |          |       |
| Pacific F. C.          | Canadá         | 2023-     |          |       |